# Savage (Minnesota)
Savage is een plaats (city) in de Amerikaanse staat Minnesota, en valt bestuurlijk gezien onder Scott County.

## Demografie
Bij de volkstelling in 2000 werd het aantal inwoners vastgesteld op 21.115.
In 2006 is het aantal inwoners door het United States Census Bureau geschat op 27.292, een stijging van 6177 (29.3%).

## Geografie
Volgens het United States Census Bureau beslaat de plaats een oppervlakte van
42,8 km², waarvan 41,2 km² land en 1,6 km² water.

## Plaatsen in de nabije omgeving
De onderstaande figuur toont nabijgelegen plaatsen in een straal van 12 km rond Savage.